# Primera División 1992 (Chili)
In 1992 werd het 60ste seizoen gespeeld van de Primera División. Cobreloa werd kampioen. 

## Eindstand
| Plaats | Club                 | Wed. | W  | G  | V  | Saldo | Ptn. |
| ------ | -------------------- | ---- | -- | -- | -- | ----- | ---- |
| 1      | Cobreloa             | 30   | 17 | 10 | 3  | 56:31 | 44   |
| 2      | Colo-Colo            | 30   | 18 | 6  | 6  | 68:36 | 42   |
| 3      | Universidad Católica | 30   | 16 | 9  | 5  | 67:29 | 41   |
| 4      | Universidad de Chile | 30   | 12 | 10 | 8  | 38:29 | 34   |
| 5      | Unión Española       | 30   | 14 | 4  | 12 | 50:46 | 32   |
| 6      | O'Higgins            | 30   | 11 | 7  | 12 | 45:43 | 29   |
| 7      | Deportes Antofagasta | 30   | 10 | 9  | 11 | 34:35 | 29   |
| 8      | Deportes Temuco (P)  | 30   | 8  | 12 | 10 | 35:40 | 28   |
| 9      | Deportes La Serena   | 30   | 9  | 9  | 12 | 30:35 | 27   |
| 10     | Coquimbo Unido       | 30   | 9  | 9  | 12 | 41:53 | 27   |
| 11     | Deportes Concepción  | 30   | 9  | 9  | 12 | 35:47 | 27   |
| 12     | Palestino            | 30   | 10 | 7  | 13 | 44:61 | 27   |
| 13     | Everton              | 30   | 9  | 8  | 13 | 43:47 | 26   |
| 14     | Cobresal             | 30   | 9  | 7  | 14 | 35:46 | 25   |
| 15     | Fernández Vial       | 30   | 5  | 14 | 11 | 29:39 | 24   |
| 16     | Huachipato (P)       | 30   | 6  | 6  | 18 | 34:67 | 18   |

|     | Kampioen, gekwalificeerd voor Copa Libertadores 1993 |
|     | Gekwalificeerd voor Pre-Libertadores                 |
|     | Degradatie-eindronde                                 |
|     | Degradatie                                           |
| (P) | Promovendus                                          |

### Degradatie-eindronde
| Plaats | Club               | Wed. | W | G | V | Saldo | Ptn. |
| ------ | ------------------ | ---- | - | - | - | ----- | ---- |
| 1      | Everton            | 3    | 3 | 0 | 0 | 8:2   | 6    |
| 2      | Deportes Melipilla | 3    | 1 | 1 | 1 | 4:4   | 3    |
| 3      | Cobresal           | 3    | 0 | 2 | 1 | 2:5   | 2    |
| 4      | Regional Atacama   | 3    | 0 | 1 | 2 | 1:4   | 1    |

|  | Volgend jaar in Primera División |
|  | Volgend jaar in Segunda División |

## Pre-Libertadores
| Deportes Antofagasta | Colo-Colo            | 0-3 | 1-1 | 1-4 |
| Unión Española       | Universidad de Chile | 0-1 | 4-1 | 4-2 |
| O'Higgins            | Universidad Católica | 3-6 | 1-0 | 4-6 |

Universidad de Chile werd als vierde club opgevist omdat zij het hoogste eindigden in de competitie.
| Plaats | Club                 | Wed. | W | G | V | Saldo | Ptn. |
| ------ | -------------------- | ---- | - | - | - | ----- | ---- |
| 1      | Universidad de Chile | 3    | 1 | 1 | 1 | 3:2   | 3    |
| 2      | Universidad Católica | 3    | 1 | 1 | 1 | 5:5   | 3    |
| 3      | Colo-Colo            | 3    | 1 | 1 | 1 | 4:4   | 3    |
| 4      | Unión Española       | 3    | 1 | 1 | 1 | 2:3   | 3    |

|  | Gekwalificeerd voor finale |

### Finale
|                 |                      |       |                      |  |
| 13 januari 1993 | Universidad Católica | 3 – 1 | Universidad de Chile |  |
| 13 januari 1993 |                      |       |                      |  |